# 源時賢
源 時賢（みなもと の ときかた）は、平安時代後期から鎌倉時代中期にかけての公卿。宇多源氏。大納言・源資賢の三男。官位は従二位・非参議。

## 経歴
後鳥羽朝の文治2年（1186年）叙爵。中務権少輔、右近衛少将、安芸介、右近衛中将、近江介を経て、承久4年（1222年）従三位・非参議に任ぜられ、公卿に列する。しかし、その後は昇進が停滞し、貞永元年（1232年）正三位、嘉禎3年（1237年）62歳で従二位に昇進。仁治3年（1242年）出家し、建長7年（1255年）9月5日に薨去、享年80。

## 官歴
『公卿補任』による
- 文治2年（1186年） 12月6日：叙爵（従五位下）
- 建久元年（1190年） 正月20日：中務権少輔
- 建仁元年（1201年） 正月5日：従五位上
- 元久元年（1204年） 10月26日：右近衛少将
- 元久2年（1205年） 正月29日：兼越後介
- 建永2年（1207年） 正月5日：正五位下
- 承元3年（1209年） 正月5日：従四位下。正月13日：安芸介
- 建暦元年（1211年） 正月18日：右近衛中将。11月9日：近江介。11月10日：従四位上
- 建保4年（1216年） 5月9日：正四位下
- 承久4年（1222年） 正月6日：従三位、非参議
- 貞永元年（1232年） 12月2日：正三位
- 嘉禎3年（1237年） 正月5日：従二位
- 仁治3年（1242年）：出家
- 建長7年（1255年） 9月5日：薨去、享年80

## 系譜
- 父：源資賢[1]
- 母：徳大寺公能の娘[1]
- 生母不明の子女
  - 長男：源有資 （1204 - 1272）[1]
  - 次男：源資信[1]
  - 女子：三条実親室